# Karl Franz Josef Bělař

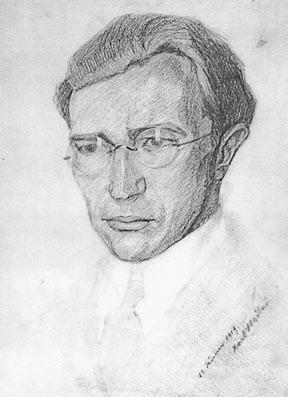
Autoportret w lustrze, 1919 rok (na krótko przed ukończeniem studiów)

Karl Franz Josef Bělař (wym. [bjelarz] ur. 14 października 1895, zm. 24 maja 1931 na pustyni Mohave nieopodal Victorville) – austriacki protistolog. 
Syn wiedeńskiego prawnika Franza Bělařa. Jeszcze w latach szkolnych zainteresował się zoologią, w szczególności pierwotniakami. W 1913 roku zdał maturę z doskonałym wynikiem i rozpoczął studia w 2. Instytucie Zoologicznym Uniwersytetu Wiedeńskiego. Jako uzdolniony rysownik, fotograf i protistolog-samouk, w wieku 19 lat napisał pierwszą pracę naukową, w której opisał nowy gatunek wiciowca Prowazeckia josephi. W czasie I wojny światowej walczył najpierw w Galicji, potem na froncie włoskim jako porucznik artylerii. W listopadzie 1918 roku powrócił do Wiednia ze swoim oddziałem, bez strat w ludziach i broni. Od razu wrócił do pracy naukowej, latem 1919 roku został doktorem zoologii. W tym samym roku otrzymał i przyjął zaproszenie od Maxa Hartmanna, który oferował mu stanowisko swojego asystenta w Instytucie Biologii Cesarza Wilhelma w Berlinie. Bělař w Niemczech poślubił pracującą w Instytucie Gertrud Bengelsdorff. W Berlinie habilitował się i w 1924 roku został privatdozentem, w 1930 roku profesorem nadzwyczajnym.
W 1928 roku otrzymał propozycję gościnnych wykładów na CalTechu od Thomasa Hunta Morgana. Kontrakt został zawarty na dwa lata (1929-1931) z możliwością przedłużenia. Na krótko przed planowanym powrotem do Berlina zginął w wypadku samochodowym na pustyni Mojave, niedaleko Victorville.